# شاه محمد (قره قويونلو)
شاه محمد (توفي في 5 أغسطس 1433) كان أميرًا من أمراء قره قويونلو في القرن الخامس عشر، والابن الثاني لقره يوسف وحاكم بغداد.

## السنوات المبكرة
وبحسب المؤرخ المملوكي ابن تغري البردي، فإنه نشأ في أربيل بين مجتمع مسيحي.

## الحُكم
ويعتبر المؤرخون أن فترة حكمه لبغداد كانت خالية من الأحداث. عُين في هذا المنصب في عام 1410 أو 1411 من والده. وكان ابنه شاه علي تابعًا له في الحكم حول الموصل. وبعد أن عزز موقفه، هاجم شهرزور في عام 1413م، التي كان يحكمها محمد سارو تركمان. وبعد هزيمته، وضع سارو تركمان في سجن قلعة هيت، بينما أخذ عائلته إلى بغداد. هاجم تستر في حزيران وتموز 1415 وهزم آخر بقايا الجلائريين، لكنه فشل في إنهاء حكمهم في أي مكان آخر.
كان يؤيد والده في هجماته ضد التيموريين في عام 1414، لكنه بدأ في التصرف بشكل مستقل في عام 1417، حيث كان يجمع الضرائب بنفسه. وقد ذهب إلى حد الادعاء بأن والده أُصيب بالجنون في عام 1420، ولم يدعمه ضد شاه روخ. وعلى الرغم من أنه سافر إلى نخجوان في وقت وفاة والده، إلا أنه لم يطالب بالسلطنة، بل دعم قره إسكندر في نضاله من أجل العرش.
سرعان ما تمرد ابنه شاه علي ضده، وسرعان ما عُزل محمد من شقيقه إسبيند بن يوسف [الإنجليزية] في عام 1421 وأرسله إلى المنفى في همدان. استغل أويس الثاني الجلائري الاقتتال الداخلي بين أهل قره قويونلو، فهاجم بغداد واستولى عليها لفترة من الوقت. رد شاه محمد بمهاجمة المدينة واستعادتها في 3 أيار 1422، بينما قُتل أويس على يد إسبيند. وتراجع إسبيند إلى الدجيل بعد فترة، تاركًا بغداد لمحمد. لكن هذه المرة هاجم شاه علي إسبيند وضايقه. وأخيرًا، أجبر إسبيند الشاه محمدًا على الخروج من بغداد في 9 نيسان 1433.

## المنفى والوفاة
ويقال إنه زار الكاظمية مع ابنه الثاني شاه بوداق، وجمع القوات الموالية له، ثم استولى في وقت لاحق على الموصل وأربيل، ويُفترض أن ابنه شاه علي من قاد القوات. رغم أنه استولى على بعقوبة، إلا أنه لم يتمكن من استعادة بغداد. فهُزم جيشه على يد إسبيند وأُجبر مرة أخرى على البحث عن الدعم في مكان آخر. اُغتيل بأمر من بابا حاجي همداني حاكم جافرود بينما فر ابنه شاه علي إلى قره إسكندر.

## الدِين
بصورة عامة، يُعتقد أن محمد كان مسلمًا على الأقل ظاهريًّا حيث دافع عن إسلام الدولة، ونُودي في الخطبة باسمه في صلاة الجمعة، إلا أن ابن تغري وصف محمدًا بأنه "لا دين له" و"ملحد" ومتحول إلى المسيحية، وربما يكون ذلك نابعًا من الاختلاف المذهبي بينهما.